# نادی‌آتاد
نادْیْ‌آتاد (به مجاری: Nagyatád) در شومودی در کشور مجارستان واقع شده‌است. جمعیت این شهر ۱۱٫۴۶۱ نفر است.